# Elezioni politiche suppletive in Italia del 2021
Le elezioni politiche suppletive italiane del 2021 sono le elezioni tenute in Italia nel corso del 2021 per eleggere deputati o senatori dei collegi uninominali rimasti vacanti.

## Camera dei deputati

### Collegio Toscana - 12

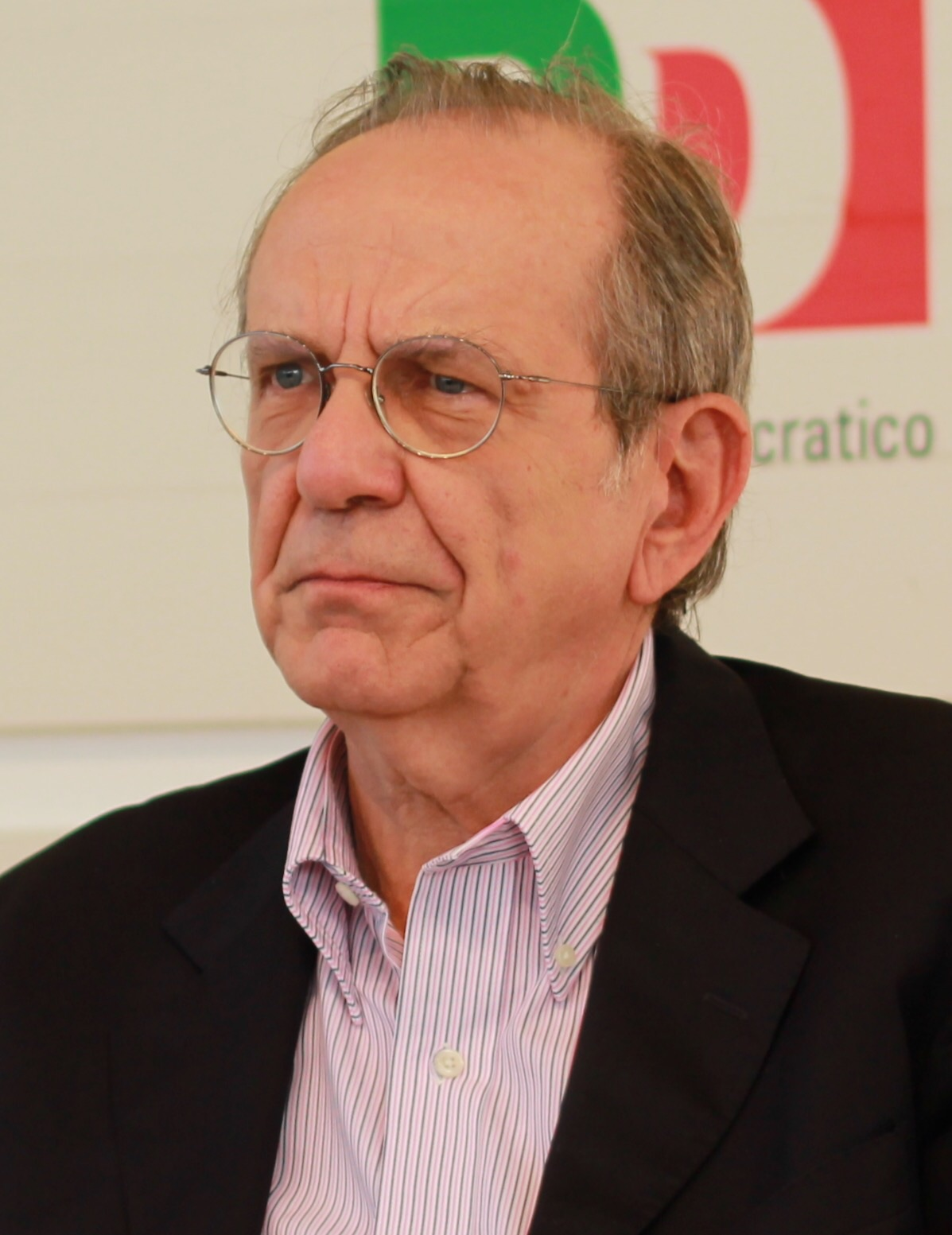
Il deputato uscente Pier Carlo Padoan.

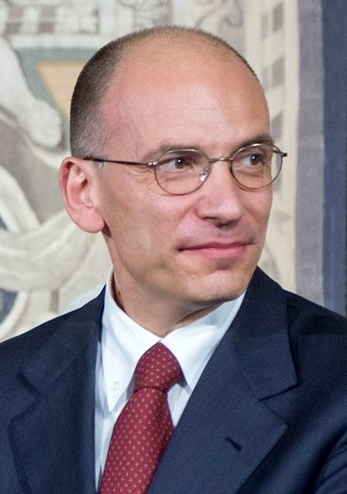
Il deputato Enrico Letta, eletto il 4 ottobre 2021.

Le elezioni politiche suppletive nel collegio uninominale Toscana - 12 si sono tenute per eleggere un deputato per il seggio lasciato vacante da Pier Carlo Padoan (PD), dimessosi il 4 novembre 2020 dopo essere entrato nel consiglio di amministrazione di UniCredit. Inizialmente previste entro il 31 marzo 2021, sono state rinviate al 3 e 4 ottobre dello stesso anno, a motivo della pandemia di COVID-19 in Italia.
Il collegio elettorale è formato dal territorio di 35 comuni: Abbadia San Salvatore, Asciano, Buonconvento, Castellina in Chianti, Castelnuovo Berardenga, Castiglion Fiorentino, Castiglione d'Orcia, Cetona, Chianciano Terme, Chiusdino, Chiusi, Cortona, Foiano della Chiana, Gaiole in Chianti, Lucignano, Marciano della Chiana, Montalcino, Montepulciano, Monteriggioni, Monteroni d'Arbia, Monticiano, Murlo, Piancastagnaio, Pienza, Radda in Chianti, Radicofani, Rapolano Terme, San Casciano dei Bagni, San Quirico d'Orcia, Sarteano, Siena, Sinalunga, Sovicille, Torrita di Siena e Trequanda.
| Partito                            | Partito                                                               | Candidato                          | Risultati 3-4 ottobre 2021 | Risultati 3-4 ottobre 2021 |
| Partito                            | Partito                                                               | Candidato                          | Voti                       | %                          |
| ---------------------------------- | --------------------------------------------------------------------- | ---------------------------------- | -------------------------- | -------------------------- |
|                                    | Con Enrico Letta                                                      | Enrico Letta                       | 33 391                     | 49,92                      |
|                                    | Lega-Fratelli d'Italia-Forza Italia-Unione di Centro-Noi con l'Italia | Tommaso Marrocchesi Marzi          | 25 303                     | 37,83                      |
|                                    | Partito Comunista                                                     | Marco Rizzo                        | 3 135                      | 4,69                       |
|                                    | Potere al Popolo!                                                     | Elena Golini                       | 1 971                      | 2,95                       |
|                                    | Italexit per l'Italia                                                 | Mauro Aurigi                       | 1 157                      | 1,73                       |
|                                    | Movimento Nazionale Italiano                                          | Angelina Rappuoli                  | 993                        | 1,48                       |
|                                    | Movimento 3V                                                          | Tommaso Agostini                   | 935                        | 1,40                       |
|                                    |                                                                       |                                    |                            |                            |
| Iscritti                           | Iscritti                                                              | Iscritti                           | 200 038                    | 100,00                     |
| ↳ Votanti (% su iscritti)          | ↳ Votanti (% su iscritti)                                             | ↳ Votanti (% su iscritti)          | 71 197                     | 35,59                      |
| ↳ Voti validi (% su votanti)       | ↳ Voti validi (% su votanti)                                          | ↳ Voti validi (% su votanti)       | 66 885                     | 93,94                      |
| ↳ Schede non valide (% su votanti) | ↳ Schede non valide (% su votanti)                                    | ↳ Schede non valide (% su votanti) | 4 312                      | 6,06                       |
| ↳ Astenuti (% su iscritti)         | ↳ Astenuti (% su iscritti)                                            | ↳ Astenuti (% su iscritti)         | 128 841                    | 64,41                      |
|                                    |                                                                       |                                    |                            |                            |
|                                    | Esito: collegio confermato a Con Enrico Letta                         |                                    |                            |                            |

#### Affluenza
Dati del Ministero dell’Interno.
| Ore              | Affluenza % (elettori) |
| ---------------- | ---------------------- |
| 12:00 (domenica) | 7,19% (14.377)         |
| 19:00 (domenica) | 20,26% (40.530)        |
| 23:00 (domenica) | 25,64% (51.298)        |
| 15:00 (lunedì)   | 35,59% (71.197)        |

### Collegio Lazio 1 - 11

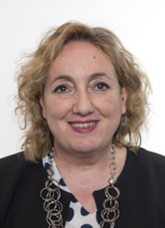
La deputata uscente Emanuela Del Re.

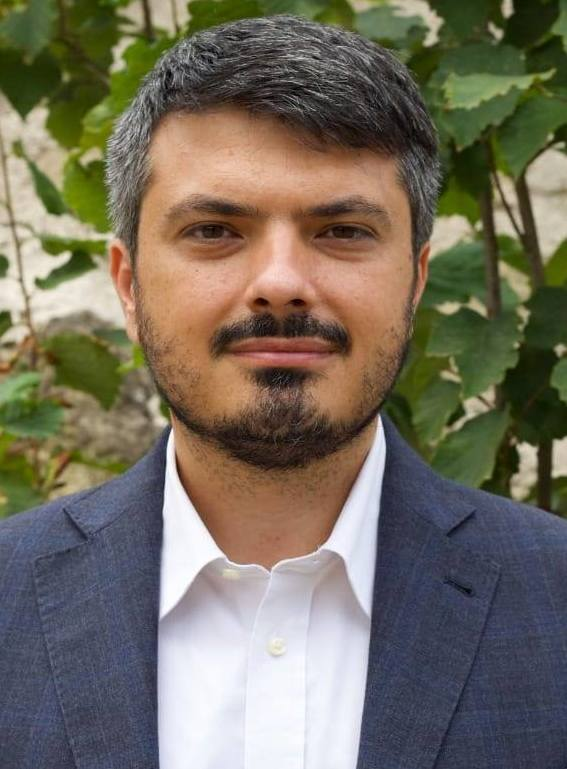
Il deputato Andrea Casu, eletto il 4 ottobre 2021.

Le elezioni politiche suppletive nel collegio uninominale Lazio 1 - 11 si sono tenute il 3 e 4 ottobre per eleggere un deputato per il seggio lasciato vacante da Emanuela Del Re (M5S), dimessasi il 4 giugno 2021 dopo essere stata nominata rappresentante speciale dell'Unione europea per il Sahel. 
Il collegio elettorale è formato da parte del territorio del comune di Roma (Suburbio Gianicolense, Suburbio Aurelio, Zona Casalotti, Suburbio Trionfale, Quartiere Primavalle e Zona La Pisana).
| Partito                            | Partito                                                               | Candidato                          | Risultati 3-4 ottobre 2021 | Risultati 3-4 ottobre 2021 |
| Partito                            | Partito                                                               | Candidato                          | Voti                       | %                          |
| ---------------------------------- | --------------------------------------------------------------------- | ---------------------------------- | -------------------------- | -------------------------- |
|                                    | Partito Democratico                                                   | Andrea Casu                        | 32 735                     | 43,47                      |
|                                    | Lega-Fratelli d'Italia-Forza Italia-Unione di Centro-Noi con l'Italia | Pasquale Calzetta                  | 28 276                     | 37,55                      |
|                                    | Partito Comunista                                                     | Danilo Ballanti                    | 4 984                      | 6,62                       |
|                                    | Lista Palamara                                                        | Luca Palamara                      | 4 463                      | 5,93                       |
|                                    | Italexit per l'Italia                                                 | Giampaolo Bocci                    | 3 033                      | 4,03                       |
|                                    | Partito Liberale Europeo - Rinascimento                               | Giovanni Cocco                     | 1 814                      | 2,41                       |
|                                    |                                                                       |                                    |                            |                            |
| Iscritti                           | Iscritti                                                              | Iscritti                           | 203 275                    | 100,00                     |
| ↳ Votanti (% su iscritti)          | ↳ Votanti (% su iscritti)                                             | ↳ Votanti (% su iscritti)          | 89 748                     | 44,15                      |
| ↳ Voti validi (% su votanti)       | ↳ Voti validi (% su votanti)                                          | ↳ Voti validi (% su votanti)       | 75 305                     | 83,91                      |
| ↳ Schede non valide (% su votanti) | ↳ Schede non valide (% su votanti)                                    | ↳ Schede non valide (% su votanti) | 14 443                     | 16,09                      |
| ↳ Astenuti (% su iscritti)         | ↳ Astenuti (% su iscritti)                                            | ↳ Astenuti (% su iscritti)         | 113 527                    | 55,85                      |
|                                    |                                                                       |                                    |                            |                            |
|                                    | Esito: collegio passa da Movimento 5 Stelle a Partito Democratico     |                                    |                            |                            |

#### Affluenza
Dati del Ministero dell’Interno.
| Ore              | Affluenza % (elettori) |
| ---------------- | ---------------------- |
| 12:00 (domenica) | 10,37% (21.077)        |
| 19:00 (domenica) | 26,80% (54.466)        |
| 23:00 (domenica) | 33,52% (68.119)        |
| 15:00 (lunedì)   | 44,16% (89.748)        |

## Riepilogo
| Data        | Camera              | Circoscrizione | Collegio               | Partito | Partito | Parlamentare uscente | Partito | Partito | Parlamentare eletto |
| ----------- | ------------------- | -------------- | ---------------------- | ------- | ------- | -------------------- | ------- | ------- | ------------------- |
| 3-4 ottobre | Camera dei Deputati | Toscana        | 12 (Siena)             |         | PD      | Pier Carlo Padoan    |         | PD      | Enrico Letta        |
| 3-4 ottobre | Camera dei Deputati | Lazio 1        | 11 (Roma - Primavalle) |         | M5S     | Emanuela Del Re      |         | PD      | Andrea Casu         |